# Sssqueeze
Sssqueeze, izmišljeni lik iz popularne Mattelove franšize Gospodari svemira. Pripadnik je zloglasnih Ljudi zmija koje su u dalekoj prošlosti terorizirale Eterniju. Bio je prognan zajedno s kraljem Hissom i ostalima od svoje vrste u drugu dimenziju, gdje je proveo u zarobljeništvu više tisuća godina, da bi ga, zajedno s ostalima, oslobodio Kobra Khan uz pomoć Skeletora.

## Povijest lika
U dalekoj prošlosti poznatoj zvanoj Preternija, planetom Eternijom su vladali Ljudi zmije pod vodstvom okrutnog kralja Hissa. Sssqueeze je bio jedan od njegovih poslušnih vojnika. Nakon što ih je porazilo moćno Vijeće mudraca i protjeralo u bezimenu dimenziju, više tisuća godina se nije čulo za Ljude zmije i njihovo postojanje je postalo mit. Kada je Kobra Khan pronašao u pećinama ispod Zmijske planine zapečaćeni portal koji otvara pristup bezimenoj dimenziji, nagovorio je zlog gospodara Skeletora da otvori portal i vrati Ljude zmije u sadašnjost. Jedan od oslobođenih zmijskih humanoida bio je i Sssqueeze, koji ima sposobnosti izdužavanja svojih gornjih udova uz pomoć čega može obujmiti svoje protivnike i tako ih onesposobiti i zarobiti.

## Originalni mini stripoviGospodari svemira
Prvi put se pojavljuje u mini stripu "Osveta Ljudi zmija!" (Revenge of the Snake Men!) iz 1986. godine u kojem kralj Hiss šalje Snake Facea i Tanglor, što je bilo prvotno ime za Sssqueezea, u napad na kraljevsku palaču Eternos, kamo upadaju i onesposobljuju princa Adama i Extendara te otimaju kraljicu Marlenu, za koju se kasnije ispostavilo da je zapravo Čarobnica prerušena u kraljicu Marlenu. Sssqueeze je svojim dugačkim rukama koje se izdužuju po volji, prvo uhvatio Extendara, a potom oteo Marlenu koju je Snake Face pretvorio u kamen.
Drugo i posljednje pojavljivanje u originalnim mini stripovima bilježi u sljedećem broju pod naslovom "Energetski Zoidi" (Energy Zoids, 1986.) u kojem Skeletor, kralj Hiss, Snake Face i Sssqueeze planiraju upasti u Man-At-Armsovu radionicu kako bi oteli Rotara, humanoidnog kiborga, kako bi ga proučili i napravili vojsku takvih robota koje bi Skeletor i Hiss mogli angažirati u borbi protiv Hordakovih Troopera.

## Televizijska adaptacija lika

### He-Man i Gospodari svemira (2002. – 2003.)
Budući da su akcijske figure Ljudi zmija, uključujući i Sssqueeza počele izlaziti nakon ukidanja Filmationove animirane serije, Sssqueeze se nije pojavio u originalnom serijalu He-Man i Gospodari svemira iz 1980-ih. Prvi put je prikazan u drugoj sezoni nove verzije He-Man i Gospodari svemira iz 2003. godine, nazvanoj Gospodari svemira protiv Ljudi zmija. U toj sezoni se obrađuje oslobođenje Ljudi zmija iz zatočeništva u Praznini čiji se zapečaćeni portal nalazi ispod Zmijske planine.
Sssqueeze je prikazan kao jedan od Hissovih zapovjednika lojalan kralju i cilju osvete Eternijancima zbog zarobljavanja tisućama godina ranije. Oslobodili su ga Kobra Khan i Rattlor, koji je nešto ranije i sam bio oslobođen iz Praznine.

## Sposobnosti, oružje i moći
Sssqueeze ima pitonske sposobnosti obujmljivanja i stiskanja tijela protivnika, čime ih onesposobljava i zarobljava. Njegove ruke se mogu izdužiti i tako poslužiti kao idealno oružje za napad i zarobljavanje.